# 糸魚川ジオパーク
糸魚川ジオパーク（いといがわジオパーク）は、新潟県糸魚川市をエリアとしたジオパークである。

## 概要
2009年（平成21年）に、北海道の洞爺湖有珠山、長崎県の島原半島とともにユネスコ世界ジオパークとしては日本で初めて認定された。
テーマは「奴奈川姫伝説から辿る台地の多様性が育んだ人々の暮らし」。糸魚川ジオパークのほぼ中央を糸魚川-静岡構造線が通過しており、その東西によって地質や地形の成り立ちが異なっている。また、ジオパーク内には24か所のジオエリア（2021年にジオサイトから名称変更）が設定されている。

## 沿革
- 1994年（平成6年）4月25日：フォッサマグナミュージアムが開館[8]。
- 2008年（平成20年）12月8日：日本ジオパークとして認定される[1]。
- 2009年（平成21年）8月22日：ユネスコ世界ジオパークとして認定される[1]。

## ジオエリア

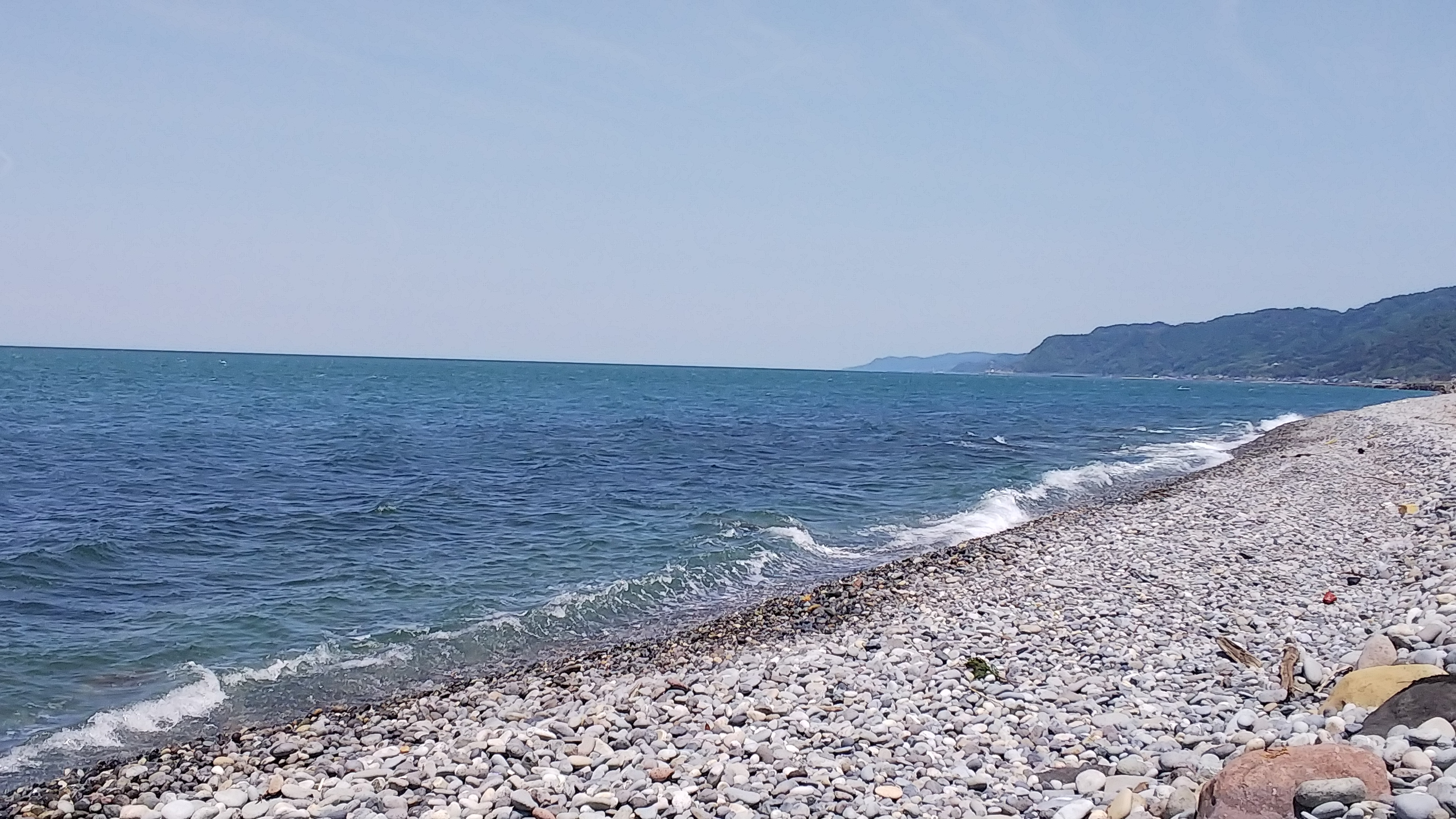
ヒスイ海岸（糸魚川市寺町付近）

詳細は、公式サイトの24のエリアを参照。

### ヒスイを感じる
- 親不知エリア

イギリスのウォルター・ウェストンは、親不知は日本アルプスの起点としてこの断崖を見に来たとされている。
- 糸魚川海岸エリア（ヒスイ海岸）[10]
- 青海川ヒスイ峡エリア・小滝川ヒスイ峡エリア（いずれも国の天然記念物）[4]

ヒスイの原石が流域で見ることができるが、区域一帯が天然記念物に指定されているため採取は禁止されている。

### 日本列島形成の歴史を知る
- 糸静線と塩の道エリア（北部・南部）

健御名方命は諏訪へ落ち延びした際に通り、その後塩の道になったとされている。
- 姫川渓谷(大糸線)エリア
- 月不見の池エリア

### 雄大な山々を味わう
- マイコミ平エリア

日本最深の鍾乳洞である白蓮洞をはじめ、多くのドリーネがある。
- 権現岳エリア

麓となる糸魚川市の柵口（ませぐち）集落では、1986年（昭和61年）1月26日に大規模な雪崩によって13人が死亡している（柵口雪崩災害）。災害後、雪崩を防止する防護柵が設置された。
- 栂海新道エリア（中部山岳国立公園）
- 蓮華エリア（蓮華温泉・蓮華鉱山、中部山岳国立公園）
- 雨飾山エリア（妙高戸隠連山国立公園）
- 焼山エリア（同上）

## 拠点施設
- フォッサマグナミュージアム[4][8]
- 糸魚川ジオステーション ジオパル（糸魚川駅併設）[2]

## 広報
マスコット
- ぬーな（奴奈川姫をモチーフ）[10][16]
- ジオまる[10]

糸魚川ジオパーク大使
2023年時点。特記がないものは糸魚川市出身者。
- 川合俊一
- 伊藤聡子
- 永井大
- 二代目高橋竹山（糸魚川市在住）